# Антон Святослав Грін
Антон Святослав Ґрін  (нар. 20 грудня 2002, Анн Арбор штат Мічиган) — американський та український актор.

## Сім'я
Тато Антона, Артур Ґрін — за походженням американець, відомий піаніст, завідувач кафедри в університеті, захоплюється музикою Скрябіна а також українською культурою. Мати Антона, Соломія Ґрін — українка, професор Мічиганського університету.
Прадідусь хлопчика є Михайло Сорока — провідник Крайової екзекутиви ОУН в Західній Україні та на Закарпатті (1934—1936), член Крайового Проводу ОУН (1940), пробув 34 роки у радянських таборах, був організатором руху спротиву в'язнів «ОУН-Північ», помер в мордовському таборі. Прабабця Антона Катерина Зарицька — член ОУН, зв'язкова Романа Шухевича, організатор і керівник Українського Червоного Хреста, донька видатного математика Мирона Зарицького, пробула 25 років в радянських таборах без права повернутися в Західну Україну.
Дідусь Антона, Богдан Сорока — відомий український художник-графік, народився 2 вересня 1940 р. у львівській тюрмі на Лонцького (де була ув'язнена його мати Катерина Зарицька).

## Біографія
Хлопчик з дитинства мав хист до акторських здібностей. Коли йому запропонували знятися в кіно, Антон, не зважаючи на брак досвіду в цій галузі, не злякався; своєю стійкістю, бойовим духом та цілковитою самовідданістю вражав навіть досвідчених акторів. Персонаж Пітер Шемрок ожив завдяки справжньому українському духу Антона.
За словами Богдана Сороки:
|  | «Коли Антон вже трохи освоївся, то розважав найближче товариство (костюмерів, гримерів, озвучувачів і т. д.) Одним з його жартів була така загадка: – Які три англійські слова найбільш поширені в Америці? Всі гадали «I love you» «How are you»? і т.д. – Ні, – відказував Антон, – «Made in China». » |

11-річний Антон Ґрін з діаспори в США зіграв першу свою головну роль в українському фільмі Олеся Саніна «Поводир, або квіти мають очі», який номіновано на премію «Оскар» у категорії «найкращий іншомовний фільм».

## Фільмографія
Поводир (2014) — син Майкла Пітер Шемрок.